# Pogonia minor
Pogonia minor är en orkidéart som först beskrevs av Tomitaro Makino, och fick sitt nu gällande namn av Tomitaro Makino. Pogonia minor ingår i släktet Pogonia och familjen orkidéer. Inga underarter finns listade i Catalogue of Life.